# لاست باس
لاست باس (بالإنجليزية: LastPass)‏، هو تطبيق مجاني لإدارة كلمات المرور طور من قبل شركة Lastpass، التطبيق متاح على شكل إضافة للمتصفحات التالية: إنترنت إكسبلورر، موزيلا فيرفكس، جوجل كروم، سفاري أوبرا وماكسثون. أيضا التطبيق متوفر على شكل برنامج بأنظمة تشغيل الهواتف الذكية التالية: أندرويد، آي أو إس (أبل)، ويندوز فون 8.
الامتداد يسمح للمستخدمين بخلق كلمات مرور قوية، ومزامنتها عبر السحابة على حسابهم الخاص.

## نظرة عامة
كلمات المرور المسجلة على لاست باس محمية بكلمة مرور للولوج للخدمة مع تشفير للبيانات على الأجهزة قبل مزامنتها مع أي تطبيق أو إضافة بمتصفح آخر. تطبيق لاست باس يتوفر أيضا على خدمة ملأ الاستمارات على المواقع وتخزينها على شكل بيانات شخصية لإعادة ملئها بأي موقع تزوره. التطبيق يوفر أيضا خدمة خلق كلمات مرور قوية وامكانية مشاركة البيانات.
في ديسمبر 2010 أعلنت الشركة عن استحوذها على إكس ماركس

## المميزات
- التوافق مع جميع أنظمة التشغيل.
- حفظ جميع كلمات المرور وتشفيرها بأمان.
- مزامنة الكلمات مع جميع المتصفحات والأنظمة.
- تخزين آمن للملاحظات.
- إمكانية المشاركة مع الأصدقاء.
- استيراد وتصدير معلوماتك على جهازك مع التطبيق.
- نسخ احتياطية للبياناتك على التطبيق.
- توليد كلمات سر آمنة بضغطة زر واحدة.
- الوصول لبياناتك أينما كنت.
- الحماية من keyloggers، Phishing…
- تكامل التطبيق مع GOOGLE AUTHENTICATOR و YUBIKEY لحماية أفضل.

## انجازات
- في مارس 2009 فاز التطبيق بلقب Editors' Choice بمجلة PC Magazine.[2]
- تصنيف 4/5 بلائحة اضافات فايرفكس مع أكثر من 950 مراجعة.[3]
- تصنيف 5/5 بلائحة اضافات جوجل كروم مع أكثر من 1700 مراجعة.[4]
- اختير التطبيق كأحد التطبيقات المتميزة بكل من المواقع Download Squad,[5] Lifehacker,[6] و MakeUseOf.[7]

## وصلات خارجية
- لاست باس على موقع Google Play (الإنجليزية)
- الموقع الرسمي
- منتديات الدعم
- إضافة لاست باس على فايرفكس
- إضافة لاست باس على جوجل كروم